# … gefrühstückt wird zu Hause
… gefrühstückt wird zu Hause ist eine US-amerikanische Liebeskomödie aus dem Jahr 1962. Die Literaturverfilmung basiert auf dem Roman Gefrühstückt wird zu Hause. Wie man einen Ehemann erzieht von Winifred Wolfe.

## Handlung
Chantal Stacy ist die Tochter der Französin Germaine und des Bostoners John. Sie selbst ist sich in der Liebe uneins und trifft sich mit mehreren Männern. Ihr Vater hingegen will, dass sie endlich sesshaft wird und einen Mann heiratet. So kommt es, dass sie alle Heiratsanträge ihrer Freunde Howard, Tom und Richard annimmt. Die Situation wird schnell gelöst, und da John ein Jobangebot in New York hat, zieht die Familie bald aus Boston weg.
In New York wird Chantal, während sie einen Hut kaufen will, von dem Fotografen Eugene Wright angesprochen. Er will unbedingt, dass sie ihm Modell steht. Nach einem kurzen Missverständnis folgt sie ihm in seine Wohnung, wo beide sich über den Sinn der Ehe und die Vorteile des Junggesellentums diskutieren. Eugene hält nicht viel von der Ehe, sie sei von Frauen doch nur zur eigenen Unterhaltung erfunden worden. Chantal hingegen wundert sich, wie ein Mann überhaupt ohne eine Frau leben kann. Aber Eugene hält ihr vor, dass er jederzeit in Restaurants gehen und sich immer wieder mit schönen Models vergnügen könne, wie mit ihr. Von ihrer Mutter, die Chantal immer wieder in Liebesangelegenheiten berät, bekommt sie später den Rat, die Herausforderung einer Ehe anzunehmen, einen Mann ein Leben lang für sich interessant zu halten. So versucht sie beim nächsten Besuch bei Eugene für ihn zu kochen und geht mit ihm zum Tanzen aus. Schließlich soll er sie heiraten und die Herausforderung annehmen, eine Frau ein Leben lang für sich interessant zu halten. Er lehnt zunächst ab, erscheint aber nachts nochmals bei ihr und verlobt sich mit ihr.
Während der Hochzeit zweifelt Chantal allerdings, ob sie glücklich werden wird. Germaine steht ihr wieder zur Seite und meint, dass sie nur enttäuscht werden könne, wenn sie sich nicht genug für ihre Beziehung einsetze. Und so akzeptiert Chantal später Eugenes Wunsch, sich als Model zurückzuziehen und Hausfrau zu werden. Schließlich soll sie bald Mutter der gemeinsamen Kinder werden. Nur erscheint mit Chantals alter Freundin und erfolgreichen Schauspielerin Tina bald eine Nebenbuhlerin, von der Eugene auch noch hellauf begeistert ist. Während sich Chantal mühevoll um den Haushalt kümmert, muss sie mitansehen, wie Tina immer und immer wieder Eugene Modell steht. Schließlich fleht sie ihre Mutter an, ihr einen cleveren Rat zu geben. Germaine empfiehlt, Eugene nicht länger als einen Ehemann, sondern vielmehr als einen Hund anzusehen, den man erziehen müsse. Obwohl sie dagegen ist, probiert sie es aus, und ist begeistert, wie gut ihre Beziehung plötzlich funktioniert. Als eines Tages Tina Chantal alleine besucht, muss auch sie zugestehen, dass sie neidisch auf Chantals Ehe ist. Eugene liebe sie und halte sie für die perfekte Frau, weswegen Tina nun darum bittet, dass ihr Chantal ihr Geheimnis verrate. Doch als sie es erfährt, kann sie nur darüber lachen und verrät es auch gleich Eugene, der von einer Geschäftsreise aus Philadelphia heimkehrt. Das führt zu einem großen Ehestreit und wochenlanger Funkstille.
Um diese zu beenden, empfiehlt Germaine ihrer Tochter, dass sie sich einen falschen Liebhaber nehmen soll. Sie selbst hatte mit Robert Swan auch einen. Im Grunde genommen soll sie sich immer wieder Blumen schicken und anrufen lassen. Sobald Eugene den Hörer abnehme, müsse der Anrufer wieder auflegen und er selbst würde misstrauisch werden. Während Chantal selbst die Wahrheit sagt, dass sie sich die Blumen schickte und lediglich Germaine anrief, würde er sich in seinem Kopf eine Beziehung zusammenspinnen und so eifersüchtig werden, dass er um sie kämpfen werde. Doch als es so weit ist und Chantal endlich bereit ist zu versichern, sich nie wieder mit Robert Swan zu treffen, ist sie nicht nur überrascht, dass Eugene sich zurückzieht und versichert, kein Recht zu haben, zwischen ihr und dem Mann zu stehen, den sie liebt. Sie ist auch überrascht, als plötzlich ein Robert Swan anruft und von Eugene zum Essen eingeladen wird. Als Robert Swan schließlich beim Abendessen groß über seine Beziehung zu Germaine und Chantal spricht, ist sie erst recht verblüfft. Erst durch Zufall entdeckt sie, dass es sich bei Robert Swan um Adam Wright handelt, Eugenes Vater. Das verärgert sie so sehr, dass sie beschließt auszuziehen. Wenn er unbedingt Single sein möchte, soll er doch alleine leben. Später erhält sie ein Telegramm von Eugene, der sie dringend in sein Apartment bittet. Dort findet sie ein ganzes Rudel Hunde vor und eine Entschuldigung von Eugene, dass sie ihn weiter wie einen Hund behandeln dürfe, solange sie bei ihm bleibe.

## Kritik
- Das Lexikon des internationalen Films meinte: „Eine anspruchslose, aber sympathische Ehekomödie, die amüsant und herzlich unterhält.“[1]

- Der Evangelische Film-Beobachter zog folgendes Fazit: „In Inszenierung und Anlage des Drehbuchs recht durchschnittlich. Für Erwachsene möglich.“[2]

## Auszeichnungen (Auswahl)
Golden Globe Awards 1963
- Nominierung in der Kategorie Bester Film – Komödie oder Musical
- Nominierung für den Golden Globe als bester Nebendarsteller für Cesar Romero

Laurel Award 1963
- Nominierung in der Kategorie Beste weibliche Comedydarstellung für Susan Dee